# Urocoras matesianus
Urocoras matesianus is een spinnensoort in de taxonomische indeling van de nachtkaardespinnen (Amaurobiidae).
Het dier behoort tot het geslacht Urocoras. De wetenschappelijke naam van de soort werd voor het eerst geldig gepubliceerd in 1973 door de Blauwe.